# Metallcluster

Strukturformel von Hexadecacarbonylhexarhodium, ein Liganden-stabilisierter Cluster

Metallcluster sind Verbindungen von mindestens drei Metallatomen, in dem jedes Metallatom an mindestens zwei weitere gebunden ist. Man unterscheidet zwischen reinen Metallclustern, die meist nur in einer Matrix stabil sind, und ligandenstabilisierten Clustern, wobei es bei letzteren unerheblich ist, ob die Cluster durch eine Metall-Metall-Bindung oder durch die überbrückenden Liganden stabilisiert werden. Der Begriff Metallcluster und mehrkernige Metallkomplexe kann also synonym verwendet werden, insbesondere weil bei ligandenstablisierten Clustern häufig der Anteil des jeweiligen Bindungsbeitrages nicht genau abgeschätzt werden kann. Cluster können eine oder mehrere Metallatomsorten enthalten. Die Zahl der gebundenen Metallatome reicht von drei bis mehreren zehntausend. Man spricht bei sehr großen Metallclustern auch von Nanokristallen. Mit zunehmender Anzahl der Metallatome nimmt der metallische Charakter zu, bei Clustern bis zu 55 Atomen spricht man auch von Meta-Metallen.

## Definition
Der Begriff Cluster bezieht sich auf molekular präzise definierte polymetallische Moleküle mit Liganden, deren Röntgenkristallstruktur bekannt ist. Metall-Metall-gebundene Cluster enthalten meist nur einige wenige Metallatome, obwohl auch einige große Cluster bekannt sind. Davon abzugrenzen sind Nanopartikel, Gemische aus polydispersen Nanoclustern, deren Partikelgrößenverteilung beispielsweise durch Messung im Transmissionselektronenmikroskop bestimmt werden kann.

## Geschichte

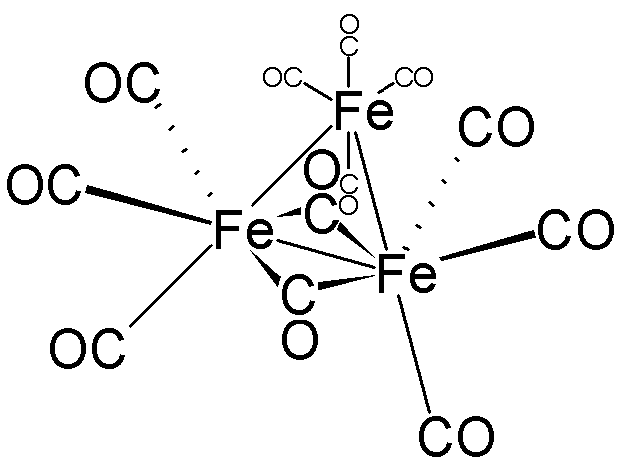
Trieisendodecacarbonyl

Der Begriff Cluster wurde in den 1960er Jahren von F. Albert Cotton geprägt. Die Untersuchung von Metallcarbonylen führte zur Synthese von großen kohlenstoffmonoxidstabilisierten Clustern wie [Rh13(CO)24H3]2−. Untersuchungen von Linus Pauling zeigten, dass Molybdänchlorid (MoCl2) aus Mo6-Oktaedern bestand, die von Chloridliganden stabilisiert wurden. Cotton fand, dass Rheniumchlorid (ReCl3) aus Re3Cl9-Einheiten besteht. Der Diamagnetismus dieser Verbindung deutet auf das Vorliegen einer Re-Re-Doppelbindung.
In der Biologie wurden in den 1970er Jahren Eisen-Schwefel- und Eisen-Schwefel-Molybdän-Cluster als aktive Zentren verschiedener Proteinen wie Ferredoxine und Nitrogenase identifiziert.

## Darstellung
Die Darstellung von Clustern kann in die von nackten, nicht-ligandenstabilisierten Clustern und den ligandenstabilisierten Clustern unterschieden werden. Eine besondere Bedeutung haben dabei die Full-Shell-Cluster. Die Anzahl der Metallatome in einem Full-Shell Cluster entspricht der Formel 10 n2 + 2; sie stellen fehlerfreie Ausschnitte aus einem Metallgitter dar.

### Nackte Cluster
Die Darstellung nicht-ligandenstabilisierter Metallcluster, so genannter nackter Cluster, gestaltet sich häufig schwierig. Die erhaltenen Cluster weisen eine relativ große Größenverteilung auf. Durch Laser-Verdampfung können aus den Metallen Blei und Zinn nackte Cluster mit bis zu 30 Atomen hergestellt werden.

### Ligandenstabilisierte Cluster
Die Zahl der bekannten ligandenstabilisierten Cluster ist relativ groß. Sie können nach den herkömmlichen organometallischen Synthesemethoden hergestellt werden, etwa durch photochemische Abstraktion von Liganden. Als stabilisierende Liganden sind eine Reihe von Verbindungen und Ionen eingesetzt worden und reicht vom Kohlenstoffmonoxid (bei Metallcarbonylen) bis zu komplexen Liganden wie Silsesquioxanen.
Beispiele sind Fe3(CO)12, Co4(CO)12, [Pt38(CO)44]2−, [Cu12S8]4− oder Au55[P(C6H5)3]12Cl6.

## Untersuchung von Clustern
Einige elementare Beziehungen in der Chemie, wie die Wirkungsweise einer Vielzahl von Katalysatoren oder der Übergang zwischen einzelnen Atomen und makroskopischer Materie, sind bis heute nicht vollständig aufgeklärt. In beiden Beispielen liegt die Problematik in der Untersuchung von Metallclustern. Die reaktiven Cluster, die den Übergang zwischen Atomen und Materie bilden, können auch Erkenntnisse über die Struktur möglicher katalytischer Zentren erlauben. In beiden Fällen bietet die Untersuchung von Clustern eine Möglichkeit, Ergebnisse zu erhalten, die anderweitig nicht zugänglich sind.
Für die Untersuchung von Clustern hat sich die Matrixtechnik bewährt. Hiermit ist es möglich, reaktive Spezies für einen längeren Zeitraum zu isolieren und zu untersuchen. Um eine möglichst wechselwirkungsarme Isolierung zu erreichen, konzentriert sich die Matrixtechnik weitgehend auf Edelgasmatrizes. Neben der Matrixtechnik sind zur Untersuchung reaktiver Moleküle nur noch Experimente in verdünnter Gasphase möglich, in der die Moleküle weitgehend wechselwirkungsfrei vorliegen. Die Matrixtechnik bietet jedoch den wesentlichen Vorteil, dass durch die Akkumulation in einer Matrix spektroskopische Methoden wie die NMR- oder Ramanspektroskopie angewandt werden können, wenn eine Untersuchung bestimmter Spezies in der Gasphase nicht möglich ist. So gelang es erst mit der Matrixtechnik, grundlegende Informationen über die Struktur und Bildung von Alkalimetallclustern zu erhalten. Die Kondensation und Analyse einer Edelgasmatrix erfordert einen hohen apparativen Aufwand. Die Isolation in bei höheren Temperaturen rigiden Matrizes könnte die Matrixtechnik vereinfachen. Für Arbeiten mit solchen Matrixmaterialien ist, im Vergleich zur Verwendung eines Edelgases, ein geringerer technischer Aufwand notwendig. Günter Schmid untersuchte intensiv die Stabilisierung von Übergangsmetallclustern durch Liganden. So gelang ihm die Darstellung von Goldclustern mit 55 Goldatomen, die durch Phosphan-Liganden stabilisiert sind.
Im Bereich der Clusterforschung gibt es keine aussagekräftigen Untersuchungen zu raumtemperaturstabilen Matrizes, obwohl theoretische Betrachtungen existieren, die eine hohe thermische Stabilität von Clustern bis in diesen Temperaturbereich vorhersagen. Bisher wurden raumtemperaturstabile Matrizes fast ausschließlich für die Analyse organischer Substanzen in Festkörpermatrizes oder organischen Gläsern verwendet.
Dabei eröffnet eine Isolation in rigiden Matrizes eine Vielzahl von spektroskopischen und präparativen Möglichkeiten für alle Teilbereiche der Chemie. Mit raumtemperaturstabilen Matrizes sollte es möglich sein, spektroskopische Methoden, die zur Analyse eines Festkörpers zur Verfügung stehen anzuwenden. Diese Möglichkeit können Inertgasmatrizes, die eine konstante Kühlung benötigen, nicht bieten. Ein Beispiel hierfür stellt die NMR-Spektroskopie dar, die mittlerweile in allen Fachrichtungen der Chemie ein unersetzliches Analysenwerkzeug ist. In der Matrixtechnik wurde diese Methode jedoch kaum verwendet. Die wenigen Publikationen von NMR-spektroskopischer Untersuchungen an Matrizen beschränken sich nahezu vollständig auf den Bereich der organischen Chemie.